# Protocinctus mansillaensis
Protocinctus mansillaensis — викопний вид голкошкірих вимерлого класу Cincta, що існував у пізньому кембрії (510 млн років тому).

## Скам'янілості
Скам'янілі відбитки тварини виявлені у селищі Пурухоса на півночі Іспанії.

## Опис
Це невелика асиметрична тварина у формі тенісної ракетки, завдовжки 23 мм. Екзоскелет складений з круглих великих пластин, що оточують численні менші, і жорсткого відростка ззаду.